# Celebrity Poker Showdown
Celebrity Poker Showdown é um programa de televisão em formato game show exibido pela rede de televisão a cabo americana Bravo, e no Brasil pela Sony Entertainment Television.

## Formato
No programa celebridades americanas disputam partidas de pôquer, na modalidade No Limit Texas hold 'em, concorrendo a prêmios em dinheiro que são doados posteriormente a instituições de caridade à escolha dos participantes. Cada temporada conta com 25 participantes que são dividos em 5 grupos, com os campeões em cada grupo se enfrentando posteriormente e disputando os prêmios em dinheiro e o título de campeão da temporada.
As sete primeiras temporadas foram gravadas no Palm's Casino, em Las Vegas, e a oitava temporada foi realizada no cassino Harrah's Entertainment.
Em sua primeira edição, a série foi apresentada pelo comediante Kevin Pollack, a partir da segunda temporada o apresentador passa a ser o comediante Dave Foley. Até a sétima temporada os comentários eram feitos pelo jogador de poker profissional Phil Gordon, na oitava temporada o comentarista passa a ser o também jogador profissional Phil Hellmuth.
Todas as temporadas contaram com a narração de Robert Thompson, diretor de torneios oficiais e profissionais de poker em Las Vegas.

## Premiações
As seis primeiras temporadas contavam com um prêmio total no valor de 250 mil dólares, distribuídos da seguinte forma:
- Os quatro jogadores eliminados em cada um dos cinco primeiros jogos: $5.000 cada
- Quinto colocado: $7.500
- Quarto colocado: $10.000
- Terceiro colocado: $12.500
- Segundo colocado: $20.000
- Campeão: $100.000

A partir da sétima temporada a premiação totalizava 1 milhão de dólares, distribuídos da seguinte forma:
- Os quatro jogadores eliminados nos cinco primeiros jogos: $5.000 cada
- Quinto colocado: $25.000
- Quarto colocado: $75.000
- Terceiro colocado: $100.000
- Segundo colocado: $200.000
- Campeão: $500.000

## Primeira temporada
- Jogo 1: Ben Affleck, Don Cheadle, Willie Garson, Emily Procter, David Schwimmer
- Jogo 2: Timothy Busfield, Allison Janney, Richard Schiff, Martin Sheen, John Spencer
- Jogo 3: Hank Azaria, Michael Ian Black, Peter Facinelli, Mo Gaffney, Nicole Sullivan
- Jogo 4: Coolio, Shannon Elizabeth, Ron Livingston, Paul Rudd, Sarah Silverman
- Jogo 5: David Cross, Carrie Fisher, Tom Green, Mimi Rogers, Scott Stapp
- Jogo dos Campeões: David Cross, Willie Garson, Paul Rudd, Richard Schiff, Nicole Sullivan

Nicole Sullivan foi a campeã desta temporada, último episódio exibido em 13 de janeiro de 2004.

## Segunda temporada
- Jogo 1: Jerome Bettis, Rosario Dawson, Mena Suvari, Wanda Sykes, Travis Tritt
- Jogo 2: Timothy Busfield, Mo Gaffney, Dulé Hill, Danny Masterson, James Woods
- Jogo 3: Michael Ian Black, Star Jones Reynolds, Norm MacDonald, Adam Rodriguez, Jeremy Sisto
- Jogo 4: Sean Astin, Lauren Graham, Chris Masterson, Matthew Perry, Sara Rue
- Jogo 5: James Blake, Jon Favreau, Andy Richter, Tom Everett Scott, Maura Tierney
- Jodo dos Campeões: Rosario Dawson, Dulé Hill, Michael Ian Black, Lauren Graham, Maura Tierney

Maura Tierney foi a campeã desta temporada, último episódio transmitido em  1 de julho de 2004.

## Terceira temporada
- Jogo 1: Willie Garson, Jennie Garth, Richard Kind, Dave Navarro, Jerry O'Connell
- Jogo 2: Angie Dickinson, Jeff Gordon, Kathy Griffin, Penn Jillette, Ron Livingston
- Jogo 3: Will Arnett, Jason Bateman, David Cross, Peter Facinelli, Judy Greer
- Jogo 4: Michael Badalucco, Bobby Flay, Steve Harris, Kathy Najimy, Mimi Rogers
- Jogo 5: Hank Azaria, Seth Meyers, Gail O'Grady, Amy Poehler, Jeffrey Ross
- Jogo dos Campeões: David Cross, Steve Harris, Jeff Gordon, Seth Meyers, Dave Navarro

Seth Meyers foi o campeão desta temporada, último episódio transmitido em 21 de agosto de 2004.

## Quarta Temporada
- Jogo 1: Christopher Meloni, Matthew Perry, Stephen Root, Sarah Silverman, Michael Vartan
- Jogo 2: Bobby Cannavale, Tony Hawk, Cheryl Hines, Dennis Rodman, Ryan Stiles
- Jogo 3: Macaulay Culkin, Neil Flynn, Sara Gilbert, Ricki Lake, Kevin Nealon
- Jogo 4: Chevy Chase, Donny Deutsch, Shannon Elizabeth, Kathy Griffin, Neil Patrick Harris
- Jogo 5: Angela Bassett, Jeff Garlin, Dave Navarro, Mekhi Phifer, Emily Procter
- Jogo dos Campeões: Matthew Perry, Dennis Rodman, Kevin Nealon, Neil Patrick Harris, Mekhi Phifer

Mekhi Phifer foi o campeão desta temporada, último episódio exibido em 14 de novembro de 2004.

## Quinta temporada
- Jogo 1: Curt Schilling, Brad Garrett, Catherine O'Hara, Sara Rue, Ray Romano
- Jogo 2: Jason Alexander, Nicholas Gonzalez, Allison Janney, Chris Kattan, Mary McCormack
- Jogo 3: Lacey Chabert, Bonnie Hunt, J.K. Simmons, Robert Wagner, Scott Wolf
- Jogo 4: Brandi Chastain, Camryn Manheim, Colin Quinn, Tom Verica, Kevin Weisman
- Jogo 5:Heather Graham, Jesse Metcalfe, Andrea Parker, Malcolm-Jamal Warner, Fred Willard
- Jogo dos Campeões: Brad Garrett, Jason Alexander, Bonnie Hunt, Colin Quinn, Malcolm-Jamal Warner

Brad Garrett foi o campeão desta temporada, último episódio exibido em março de 2005.

## Sexta temporada
A sexta edição contou somente com ex-participantes de reality shows.
- Jogo 1: Charla Faddoul, Trishelle Cannatella, Andrew Firestone, Jon Dalton, Omarosa
- Jogo 2: Bryan Cranston, Howie Mandel, Stephen Collins, Peter Dinklage, Meat Loaf
- Jogo 3: Kathy Najimy, Ricki Lake, Sharon Lawrence, Kathryn Morris, Caroline Rhea
- Jogo 4: Anthony Anderson, Cheryl Hines, Amber Tamblyn, Alex Trebek, Michael Vartan
- Jogo 5: Rosie O'Donnell, Penny Marshall, Travis Tritt, Eddie Cibrian, Mo Gaffney
- Jogo dos Campeões: Andrew Firestone, Stephen Collins, Kathy Najimy, Cheryl Hines, Eddie Cibrian

Kathy Najimy foi a campeã desta temporada, último episódio televisionado em 22 de setembro de 2005.

## Sétima temporada
- Jogo 1: Steven Culp, Ricardo Chavira, Doug Savant, James Denton, Mark Moses
- Jogo 2: James Woods, Joey Fatone, Gina Gershon, Andy Richter, Barry Corbin
- Jogo 3: Kathleen Madigan, Bill Brochtrup, Dulé Hill, Kelli Williams, Carlos Bernard
- Jogo 4: Kevin Nealon, Richard Belzer, Dean Cain, Oksana Baiul, Nicholas Gonzalez
- jogo 5: Jeremy London, Ian Gomez, Alison Sweeney, Wendy Pepper, Camryn Manheim
- Jogo dos Campeões:  Steven Culp, Barry Corbin, Dulé Hill, Kevin Nealon, Wendy Pepper.

Steven Culp foi o campeão desta temporada, último episódio televisionado em 17 de novembro de 2005.

## Oitava temporada
Nesta edição todo o prêmio foi doado as instituições que contribuíram com as vítimas do furacão Katrina.
- Jogo 1: Jason Alexander, Bryan Cranston, Susie Essman, Jamie Bamber, Kevin Sorbo
- Jogo 2: Michael Ian Black, Greg Behrendt, Jorge Garcia, Kim Coles, Andrea Martin
- Jogo 3: Ida Siconolfi, Fred Savage, Jennifer Tilly, Doug E. Doug, Brett Butler
- Jogo 4: Keegan-Michael Key, Jenna Fischer, Mario Cantone, Rocco DiSpirito, Jordan Peele
- Jogo 5: Robin Tunney, Christopher Meloni, Macy Gray, Joy Behar, Andy Dick
- Jogo dos Campeões: Jason Alexander, Robin Tunney, Michael Ian Black, Ida Siconolfi, Keegan-Michael Key

Jason Alexander foi o campeão desta temporada, último episódio televisionado em 5 de julho de 2006.